# Liste der Naturdenkmale in Bad König
Die Liste der Naturdenkmale in Bad König nennt die im Gebiet der Stadt Bad König im Odenwaldkreis in Hessen gelegenen Naturdenkmale.
| Bild                          | Bezeichnung             | Ortsteil, Lage                 | Beschreibung | Art          | Nr.     |
| ----------------------------- | ----------------------- | ------------------------------ | --- | ------------ | ------- |
| Fotos hochladen               | Der Baum im Odenwald    | 49° 44′ 1,2″ N, 9° 3′ 23,3″ O  | ca. 300 Jahre alte Stieleiche, Höhe 14 m, Stammumfang 3,80 m; zur Historie siehe: Der Odenwaldbaum                               | Stieleiche   | 437.001 |
| BW                            | Schnittspahneiche       | 49° 44′ 28,1″ N, 9° 2′ 20,2″ O | Höhe 25 m, Stammumfang 2,75 m | Stieleiche   | 437.002 |
| mehr Fotos \| Fotos hochladen | Die Momarter Eiche      | 49° 43′ 34″ N, 9° 1′ 22,2″ O   | ca. 400 Jahre alte Traubeneiche, Höhe 20 m, Stammumfang 4,95 m                                                                   | Traubeneiche | 437.003 |
| mehr Fotos \| Fotos hochladen | Drei Eichen             | 49° 43′ 33,3″ N, 9° 1′ 26,8″ O | 16 bis 20 m hohe Stieleichen, Stammumfang 2,10 bis 2,30 m; die mittlere Eiche mit ND-Zeichen und der Bezeichnung Otto Röhm Eiche | Stieleiche   | 437.004 |
| Fotos hochladen               | Hannickelseiche         | 49° 46′ 6,4″ N, 8° 55′ 52,5″ O | Höhe 30 m, Stammumfang 3,45 m | Stieleiche   | 437.005 |
| mehr Fotos \| Fotos hochladen | Drei Eichen bei Kimbach | 49° 43′ 20,6″ N, 9° 3′ 32,8″ O | Stieleichen, Höhe 18 bis 21 m, Stammumfang 2,60 bis 2,70 m                                                                       | Stieleiche   | 437.006 |

## Belege
1. ↑  
Naturdenkmale im Odenwaldkreis in Google Maps, abgerufen am 7. April 2020.

- Karte mit allen Koordinaten:
- OSM |
- WikiMap